# Xanthodaphne palauensis
Xanthodaphne palauensis é uma espécie de gastrópode do gênero Xanthodaphne, pertencente a família Raphitomidae.